# Zabawa (herb szlachecki)

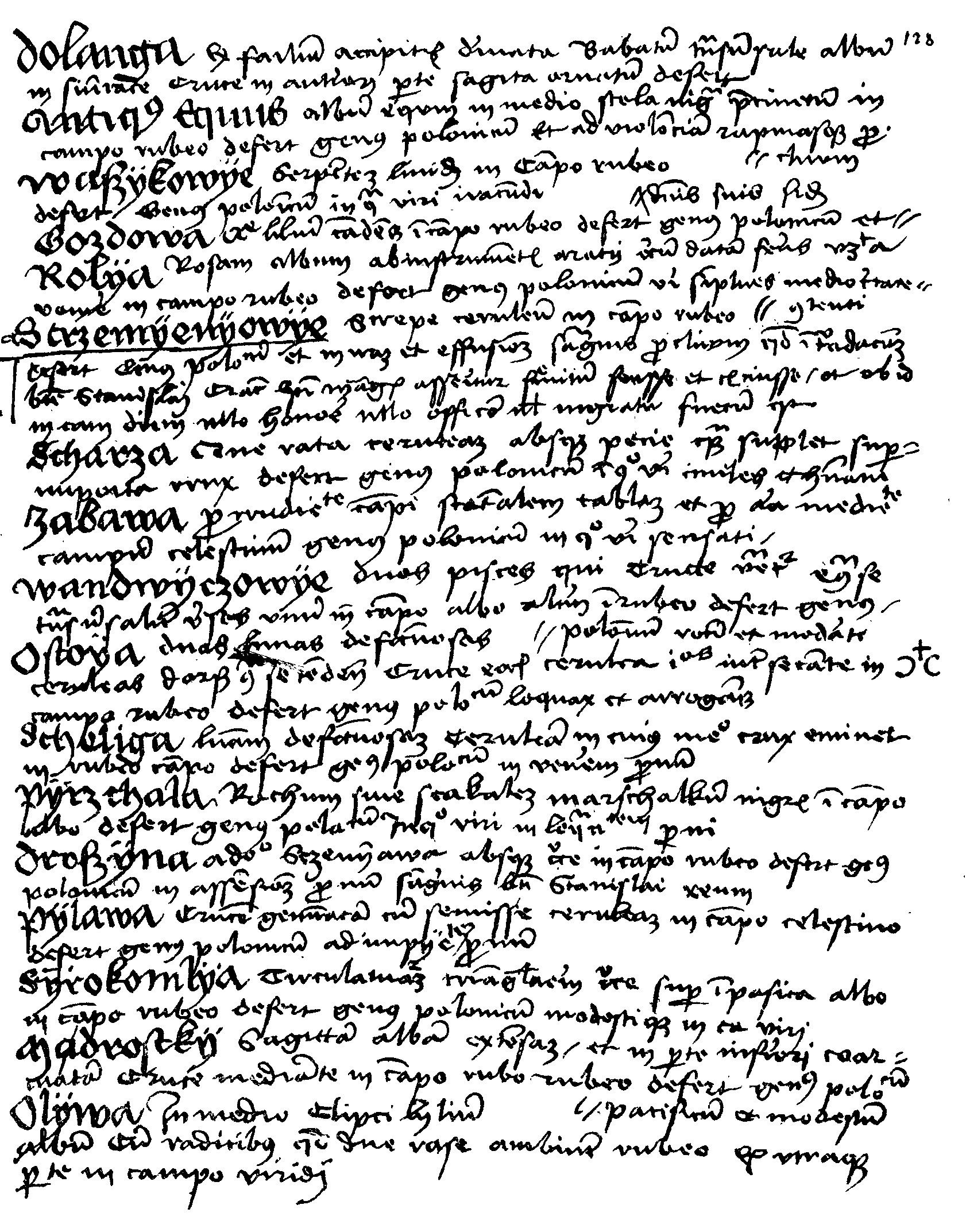
Herb Zabawa w herbarzu Jana Długosza z lat 1464–1480 Insignia seu clenodia Regis et Regni Poloniae.

Zabawa – polski herb szlachecki.

## Opis herbu
Opis zgodnie z klasycznymi regułami blazonowania:
Tarcza dwupolowa, dzielona w słup. Pole prawe błękitne, pole lewe szachowane czerwono-srebrne.
Klejnot: Pięć piór strusich.
Labry: Z prawej błękitne, podbite srebrem, z lewej czerwone, podbite srebrem.
W najstarszych herbarzach, można spotkać opis herbu z odwrotnym układem pól.

## Najwcześniejsze wzmianki
- 1465 r. i 1483 r. - pieczęcie Stanisława Świradzkiego, kanonika krakowskiego.
- Najwcześniejsze źródło heraldyczne wymieniające herb to datowane na lata 1464–1480 Insignia seu clenodia Regis et Regni Poloniae polskiego historyka Jana Długosza, który uznaje go za rdzennie polski. Zapisuje on informacje o herbie wśród 71 najstarszych polskich herbów szlacheckich we fragmencie: "Zabawa: pro medietate campi scaccalem tabulam et pro altera medietate campum celestinum. Genus Polonicum, in quo viri sensati."[2].

## Legenda Herbowa
Legenda herbowa ,przytaczana w herbarzu Kaspra Niesieckiego, wywodzi nazwę herbu od legendy o rycerzu Wiślimierzu herbu Szachownica, który jako dowódca straży przedniej, wraz ze swymi ludźmi zaatakował przyczajonego w zasadzkach nieprzyjaciela i nękał go tak długo różnymi podchodami, czy utarczkami zbrojnymi (nazwanymi zabawami), aż nadciągnął idący za nim hetman wraz z wojskiem i ustawił je do boju. Król będąc wdzięczny owemu rycerzowi, w uznaniu jego męstwa i zabawieniu na sobie nieprzyjaciela, pośród upominków, herb jego nazwał Zabawą.

## Herbowni
Bruski, Bubelwic, Bubełwic, Brzeziński, Drochecki, Dąbrowski, Koczeński, Koczyński, Koczywski, Kościelecki, Piasecki, Pierocki, Pirocki, Pirucki, Sokół, Szwyradzki, Węchadłowski, Włodek, Zabawski, Świradzki, Świraski.
Niektórzy heraldycy, mylnie przypisują do tego herbu jeszcze nazwiska: Burski, Goliński i Niesiecki.
Tym nazwiskom, przysługują inne herby. I tak Burscy pieczętują się herbem Jastrzębiec, Golińscy herbem Wyssogota, Niesieccy herbem Poraj.
Częste zjawisko przypisywania rodom szlacheckim niewłaściwych herbów, szczególnie było nasilone w czasie legitymacji szlachectwa przed zaborczymi heroldiami, co zostało następnie utrwalone w wydawanych kolejno herbarzach. Identyczność nazwiska nie musi oznaczać przynależności do danego rodu herbowego. Przynależność taką mogą bezspornie ustalić wyłącznie badania genealogiczne.

### Znani herbowni
- Wisław z Kościelca - biskup krakowski